# Morti il 14 luglio

## I secolo a.C.(1)
- 41 a.C. - Psenptah III, nobile e sacerdote egizio (n. 90 a.C.)

## V secolo(1)
- 417 - Bishoi di Nitria, santo egiziano (n. 320)

## VII secolo(2)
- 664 - Adeodato di Canterbury, vescovo britannico
- 677 - Vincenzo di Soignies, monaco cristiano e santo franco

## X secolo(2)
- 937 - Arnolfo di Baviera, nobile tedesco
- 982 - Enrico I di Augusta, vescovo cattolico tedesco (n. 923)

## XI secolo(1)
- 1086 - Toirdhealbhach Ua Briain, re irlandese (n. 1009)

## XII secolo(2)
- 1179 - Richard de Luci, militare normanno (n. 1089)
- 1188 - Enrico di Marcy, abate, vescovo e cardinale francese

## XIII secolo(5)
- 1217 - Croznato, religioso ceco
- 1223 - Filippo II di Francia, re (n. 1165)
- 1230 - Giovanni da Velletri, vescovo cattolico italiano
- 1262 - Riccardo di Clare, VI conte di Gloucester, nobile britannico (n. 1222)
- 1277 - Umberto di Romans, religioso francese

## XIV secolo(1)
- 1393 - Ibn Rajab, giurista arabo (n. 1335)

## XV secolo(8)
- 1412 - Francesco Uguccione, cardinale italiano (n. 1327)
- 1435 - Angelina di Marsciano, religiosa italiana (n. 1357)
- 1437 - Adolfo, Duca di Jülich-Berg, nobile tedesco
- 1448 - Gérard Machet, cardinale e vescovo cattolico francese (n. 1376)
- 1465 - Jacopo Piccinino, condottiero italiano (n. 1423)
- 1480 - Sinibaldo II Ordelaffi, nobile italiano (n. 1467)
- 1484 - Federico I Gonzaga, marchese italiano (n. 1441)
- 1498 - Gentile Budrioli, astrologa italiana

## XVI secolo(12)
- 1510 - Antonio Zarotto, tipografo italiano (n. 1450)
- 1514 - Christopher Bainbridge, cardinale inglese
- 1561 - Obata Toramori, militare giapponese (n. 1491)
- 1566 - Raffaele di Barletta, religioso dalmata
- 1567 - Wolfgang II Griesstätter zu Haslach, presbitero austriaco (n. 1490)
- 1573 - Gian Francesco Trivulzio, nobile e condottiero italiano (n. 1509)
- 1575 - Johann Jakob Fugger, banchiere e mecenate tedesco (n. 1516)
- 1575 - Richard Taverner, teologo inglese (n. 1505)
- 1575 - Costantino di Braganza, nobile (n. 1528)
- 1584 - Balthasar Gérard, assassino francese (n. 1557)
- 1585 - Gabriele Fiamma, predicatore, teologo e letterato italiano (n. 1533)
- 1591 - Francesco Paciotto, architetto e ingegnere italiano (n. 1521)

## XVII secolo(13)
- 1604 - Gaspare de Bono, presbitero spagnolo (n. 1530)
- 1610 - Francesco Solano, religioso, presbitero e santo spagnolo (n. 1549)
- 1614 - Camillo de Lellis, religioso e presbitero italiano (n. 1550)
- 1614 - Sebastiano Zametti, banchiere italiano
- 1639 - Étienne Binet, gesuita e letterato francese (n. 1569)
- 1651 - René de Voyer de Paulmy d'Argenson, politico francese (n. 1596)
- 1657 - Éléonore de Bergh, nobile belga (n. 1613)
- 1657 - Piotr Gembicki, vescovo cattolico polacco (n. 1585)
- 1662 - Camilla Faà di Bruno, nobile italiana (n. 1599)
- 1674 - Pelham Humphreys, compositore inglese (n. 1647)
- 1676 - Nettario di Gerusalemme, arcivescovo ortodosso greco (n. 1602)
- 1679 - Giovanni Domenico Orsi de Orsini, architetto boemo (n. 1634)
- 1688 - Giovanni Ceffis, pittore italiano

## XVIII secolo(23)
- 1707 - Noël Lebreton de Hauteroche, attore teatrale e drammaturgo francese (n. 1617)
- 1711 - Giovanni Guglielmo Friso d'Orange, principe (n. 1687)
- 1716 - Edward Lee, I conte di Lichfield, nobile e politico britannico (n. 1663)
- 1721 - Antonio Giannettini, compositore, organista e cantante italiano (n. 1649)
- 1731 - Francesco Maria Marescotti Ruspoli, marchese e principe italiano (n. 1672)
- 1742 - Richard Bentley, filologo classico, teologo e critico letterario inglese (n. 1662)
- 1744 - Jakob Immanuel Pyra, poeta tedesco (n. 1715)
- 1745 - Teresa Maria Anna di Schleswig-Holstein-Sonderburg-Wiesenburg, nobildonna tedesca (n. 1713)
- 1762 - Giovanni Francesco Braccioli, pittore italiano (n. 1697)
- 1763 - Francesco Pacca, arcivescovo cattolico italiano (n. 1692)
- 1766 - František Kaňka, architetto ceco (n. 1674)
- 1780 - Charles Batteux, filosofo francese (n. 1713)
- 1789 - Bernard-René Jourdan de Launay, nobile e militare francese (n. 1740)
- 1790 - Ernst Gideon von Laudon, generale austriaco (n. 1717)
- 1791 - Pietro Belly, militare e ingegnere italiano (n. 1731)
- 1791 - Joseph Gaertner, botanico tedesco (n. 1732)
- 1792 - Samson Occom, religioso e pedagogista statunitense (n. 1723)
- 1793 - Jacques Cathelineau, generale francese (n. 1759)
- 1795 - Anton Tomaž Linhart, drammaturgo e storico sloveno (n. 1756)
- 1797 - Emmanuel de Rohan-Polduc, nobile francese (n. 1725)
- 1800 - Basil Feilding, VI conte di Denbigh, nobile inglese (n. 1719)
- 1800 - Lorenzo Mascheroni, matematico e letterato italiano (n. 1750)
- 1800 - George Mason-Villiers, II conte Grandison, politico britannico (n. 1751)

## XIX secolo(60)
- 1801 - John Blankett, ammiraglio britannico
- 1803 - Esteban Salas y Castro, compositore e presbitero cubano (n. 1725)
- 1807 - Julie Angélique Scio, soprano francese (n. 1768)
- 1808 - Ambrogio Soldani, abate e naturalista italiano (n. 1736)
- 1809 - Nicodemo l'Agiorita, religioso e teologo greco (n. 1749)
- 1811 - José Mariano da Conceição Vellozo, botanico brasiliano (n. 1742)
- 1812 - Christian Gottlob Heyne, filologo classico, traduttore e bibliotecario tedesco (n. 1729)
- 1812 - Piccola Tartaruga, nativo americano
- 1814 - Giovanna Sestini, soprano italiano (n. 1749)
- 1816 - Francisco de Miranda, generale, politico e patriota venezuelano (n. 1750)
- 1817 - Madame de Staël, scrittrice e socialite francese (n. 1766)
- 1818 - Alessandro Lante Montefeltro della Rovere, cardinale italiano (n. 1762)
- 1821 - Luigi Angiolini, scrittore italiano (n. 1750)
- 1824 - Kamehameha II delle Hawaii, sovrano (n. 1797)
- 1827 - Augustin-Jean Fresnel, ingegnere e fisico francese (n. 1788)
- 1830 - Antonio Tadini, matematico e ingegnere italiano (n. 1754)
- 1834 - Edmond-Charles Genêt, diplomatico e politico francese (n. 1763)
- 1839 - Claude Henri de Belgrand de Vaubois, generale e politico francese (n. 1748)
- 1841 - Frédéric de Lafresnaye, ornitologo francese (n. 1783)
- 1843 - Miguel Ricardo de Álava, militare e politico spagnolo (n. 1772)
- 1847 - Giuseppe Gené, zoologo e entomologo italiano (n. 1800)
- 1849 - François Prume, violinista belga (n. 1816)
- 1850 - Giuseppe Maria Mazzetti, arcivescovo cattolico italiano (n. 1778)
- 1850 - José María Luis Mora, patriota messicano (n. 1794)
- 1856 - Michael Gottlieb Bindesboll, architetto danese (n. 1800)
- 1859 - Thomas Horsfield, naturalista statunitense (n. 1773)
- 1861 - Alfredo, X duca di Croÿ, duca (n. 1789)
- 1862 - Franco Palombaro, patriota italiano (n. 1824)
- 1864 - Vincenzo Maria Miglietti, politico italiano (n. 1809)
- 1865 - Michel Croz, alpinista francese (n. 1830)
- 1865 - Benjamin Gompertz, matematico britannico (n. 1779)
- 1870 - Pier Silvestro Leopardi, patriota e politico italiano (n. 1797)
- 1874 - Aimé Gabriel Adolphe Bourgoin, pittore francese (n. 1824)
- 1875 - Guillaume Henri Dufour, generale, ingegnere e politico svizzero (n. 1787)
- 1876 - James Henry, poeta, medico e latinista irlandese (n. 1798)
- 1876 - Sidney Rigdon, presbitero statunitense (n. 1793)
- 1879 - Thomas Maclear, astronomo britannico (n. 1794)
- 1879 - Marcello, scultrice e pittrice svizzera (n. 1836)
- 1880 - Luigi Damiano, generale italiano (n. 1800)
- 1881 - Billy the Kid, pistolero e criminale statunitense (n. 1859)
- 1883 - Edward Calvert, pittore, disegnatore e incisore inglese (n. 1799)
- 1883 - Heinrich von Ferstel, architetto austriaco (n. 1828)
- 1883 - Svend Grundtvig, filologo danese (n. 1824)
- 1883 - Rinaldo Ticci, compositore italiano (n. 1805)
- 1884 - Matthias Hungerbühler, avvocato e politico svizzero (n. 1805)
- 1885 - Ernest Hello, scrittore e critico letterario francese (n. 1828)
- 1888 - Johannes Henricus Brand, politico (n. 1823)
- 1888 - Ludwig Julius Budge, fisiologo tedesco (n. 1811)
- 1888 - Antoine Étex, scultore, pittore e architetto francese (n. 1808)
- 1890 - Luigi Campini, pittore italiano (n. 1816)
- 1892 - Newton Booth, politico statunitense (n. 1825)
- 1892 - Grigore Manolescu, attore teatrale rumeno (n. 1857)
- 1892 - Gaetano Palloni, compositore italiano (n. 1831)
- 1895 - William Cecil, III marchese di Exeter, nobile e politico inglese (n. 1825)
- 1895 - Maximilian Karl Lamoral O'Donnell, militare austriaco (n. 1812)
- 1895 - Karl Heinrich Ulrichs, scrittore, poeta e giurista tedesco (n. 1825)
- 1896 - Raffaele Monaco La Valletta, cardinale e arcivescovo cattolico italiano (n. 1827)
- 1897 - Paolo Comotto, architetto italiano (n. 1824)
- 1898 - Michele Tedeschi Rizzone, politico, patriota e militare italiano (n. 1840)
- 1899 - Jean-François Klobb, ufficiale francese (n. 1857)

## XX secolo(220)
- 1901 - Maria Isabella d'Asburgo-Lorena, nobile italiana (n. 1834)
- 1902 - Antonio Mordini, patriota e politico italiano (n. 1819)
- 1902 - William Still, imprenditore, scrittore e storico statunitense (n. 1819)
- 1904 - Paul Kruger, politico boero (n. 1825)
- 1907 - William Henry Perkin, chimico inglese (n. 1838)
- 1908 - Gustav Mayr, entomologo austriaco (n. 1830)
- 1910 - Adolphe Hélière, ciclista su strada francese (n. 1888)
- 1911 - Hermann Senator, medico tedesco (n. 1834)
- 1912 - Antonio Berti, pittore italiano (n. 1830)
- 1913 - Giuseppe Aurelio Costanzo, letterato e poeta italiano (n. 1843)
- 1913 - Carlo Monticelli, anarchico, poeta e editore italiano (n. 1857)
- 1913 - Johann Baptist Schott, architetto tedesco (n. 1853)
- 1914 - Maria Zambaco, modella e artista britannica (n. 1843)
- 1916 - Paolo Tolosetto Farinati degli Uberti, militare italiano (n. 1876)
- 1917 - Ludwig Drescher, calciatore danese (n. 1881)
- 1917 - Octave Lapize, ciclista su strada, ciclocrossista e pistard francese (n. 1887)
- 1917 - Luisa Margherita di Prussia, principessa britannica (n. 1860)
- 1917 - Tullio Pinelli, magistrato e politico italiano (n. 1830)
- 1918 - Lothar Kempter, compositore e direttore d'orchestra svizzero (n. 1844)
- 1918 - Quentin Roosevelt, ufficiale statunitense (n. 1897)
- 1920 - Heinrich Friedjung, storico austriaco (n. 1851)
- 1920 - Albert von Keller, pittore svizzero (n. 1844)
- 1923 - Ernesto Azzini, ciclista su strada italiano (n. 1885)
- 1923 - Pietro Satta Branca, politico, avvocato e storico italiano (n. 1861)
- 1925 - Francisco Guilledo, pugile filippino (n. 1901)
- 1925 - Ludwig Lohner, imprenditore austriaco (n. 1858)
- 1927 - Fritz Hofmann, ginnasta, velocista e altista tedesco (n. 1871)
- 1929 - Walter Baldwin Spencer, biologo e antropologo britannico (n. 1860)
- 1929 - Hans Delbrück, storico e politico tedesco (n. 1848)
- 1929 - James Lang, calciatore scozzese (n. 1851)
- 1929 - Adolf Meyer, architetto tedesco (n. 1881)
- 1931 - Alfred Grenander, architetto svedese (n. 1863)
- 1931 - Pedro León, attore statunitense (n. 1878)
- 1931 - Friedrich von Payer, politico e avvocato tedesco (n. 1847)
- 1933 - Francesc Viñas, tenore spagnolo (n. 1863)
- 1933 - Raymond Roussel, scrittore, drammaturgo e poeta francese (n. 1877)
- 1934 - Antonio Belloni, critico letterario italiano (n. 1868)
- 1934 - Juan Maglio ''Pacho'', compositore e direttore d'orchestra argentino (n. 1880)
- 1934 - John Thomson, politico australiano (n. 1862)
- 1934 - Willo Welzenbach, alpinista tedesco (n. 1899)
- 1934 - Aḥmad al-ʿAlawī, mistico algerino (n. 1869)
- 1935 - Edoardo Agnelli, imprenditore e dirigente sportivo italiano (n. 1892)
- 1935 - Francisco Cepeda, ciclista su strada spagnolo (n. 1906)
- 1935 - Marthe Hanau, truffatrice francese (n. 1886)
- 1936 - Angelina Lanza Damiani, scrittrice e poetessa italiana (n. 1879)
- 1936 - Pietro Veronesi, scultore italiano (n. 1859)
- 1937 - Francesco Lanza, mafioso italiano (n. 1872)
- 1938 - Sergio Bronzi, militare italiano (n. 1912)
- 1938 - Isaac Goldberg, giornalista, scrittore e traduttore statunitense (n. 1887)
- 1938 - Alfred Tutton, chimico britannico (n. 1864)
- 1939 - Heva Coomans, pittrice belga (n. 1860)
- 1939 - Alfons Mucha, pittore, scultore e pubblicitario ceco (n. 1860)
- 1940 - Mary Grey, nobildonna inglese (n. 1858)
- 1940 - William Maxwell, allenatore di calcio e calciatore scozzese (n. 1876)
- 1940 - Remigio Pagnotta, politico e faccendiere italiano (n. 1869)
- 1942 - Sébastien Faure, anarchico e pedagogista francese (n. 1858)
- 1942 - Luigi Fiorentini, militare italiano (n. 1893)
- 1942 - Primo Longobardo, militare e marinaio italiano (n. 1901)
- 1942 - Gennaro Maffettone, militare e marinaio italiano (n. 1918)
- 1943 - Luz Long, lunghista e triplista tedesco (n. 1913)
- 1944 - Asmahan, cantante e attrice siriana (n. 1912)
- 1944 - Eugenio Calò, partigiano italiano (n. 1906)
- 1944 - Armida Cozzolino, attrice e cantante italiana (n. 1888)
- 1944 - Filippo D'Agostino, politico e partigiano italiano (n. 1885)
- 1944 - Libero Leonardi, partigiano italiano (n. 1904)
- 1944 - Visvaldis Melderis, cestista lettone (n. 1915)
- 1944 - Bruno Pelizzi, partigiano italiano (n. 1924)
- 1944 - Angelo Ricapito, militare, aviatore e partigiano italiano (n. 1923)
- 1944 - Mario Sbrilli, partigiano italiano (n. 1922)
- 1944 - Wolf Werner Graf von der Schulenburg, militare tedesco (n. 1899)
- 1944 - Giovanni Maria Simula, militare e partigiano italiano (n. 1917)
- 1944 - Rolando Vignali, partigiano e artigiano italiano (n. 1920)
- 1947 - Ercole Olgeni, canottiere italiano (n. 1883)
- 1947 - Giuseppe Pession, ingegnere e ammiraglio italiano (n. 1881)
- 1947 - Phahon Phonphayuhasena, politico e generale thailandese (n. 1887)
- 1947 - Enrico San Martino Valperga, avvocato, dirigente d'azienda e politico italiano (n. 1863)
- 1947 - Franz Servaes, scrittore tedesco (n. 1862)
- 1948 - Harry Brearley, inventore britannico (n. 1871)
- 1948 - Vittorio Ferri, attivista italiano (n. 1929)
- 1948 - Marguerite Moreno, attrice francese (n. 1871)
- 1949 - Otto Wächter, generale, politico e avvocato austriaco (n. 1901)
- 1951 - Jean Achard, pilota automobilistico, giornalista e partigiano francese (n. 1918)
- 1951 - Dario Ambrosini, pilota motociclistico italiano (n. 1918)
- 1951 - Sidney Merlin, tiratore a segno e botanico britannico (n. 1856)
- 1951 - Renzo Pezzani, poeta e scrittore italiano (n. 1898)
- 1951 - Ben Verweij, calciatore olandese (n. 1895)
- 1952 - Alfredo Biagini, scultore e ceramista italiano (n. 1886)
- 1952 - Shin Kato, giocatore di go giapponese (n. 1891)
- 1953 - Richard von Mises, matematico e ingegnere austriaco (n. 1883)
- 1954 - Jacinto Benavente, drammaturgo spagnolo (n. 1866)
- 1954 - Egidio Feruglio, esploratore, naturalista e geologo italiano (n. 1897)
- 1954 - Jackie Saunders, attrice e sceneggiatrice statunitense (n. 1892)
- 1955 - Hans Koch, militare tedesco (n. 1912)
- 1955 - Walter Real, ginnasta e multiplista statunitense (n. 1886)
- 1955 - Christian Schilling, calciatore tedesco (n. 1879)
- 1955 - Uilke Vuurman, tiratore a segno olandese (n. 1872)
- 1956 - John Wishart, statistico scozzese (n. 1898)
- 1957 - Herbert MacKay-Fraser, pilota automobilistico statunitense (n. 1927)
- 1957 - Bill Whitehouse, pilota automobilistico britannico (n. 1909)
- 1958 - Felice Castegnaro, pittore italiano (n. 1872)
- 1958 - Faysal II d'Iraq, re iracheno (n. 1935)
- 1958 - Abd al-Ilah ibn Ali al-Hashimi, politico iracheno (n. 1913)
- 1959 - Grock, circense svizzero (n. 1880)
- 1960 - Fernande Barrey, modella e pittrice francese (n. 1893)
- 1960 - Maurice de Broglie, fisico francese (n. 1875)
- 1960 - Federico Chabod, storico, alpinista e politico italiano (n. 1901)
- 1960 - Lothar Debes, generale tedesco (n. 1890)
- 1961 - Albert Bogen, schermidore austriaco (n. 1882)
- 1961 - Kurt Cuno, generale tedesco (n. 1896)
- 1961 - Teresa Marangoni, attrice italiana (n. 1875)
- 1962 - Luigi Brentani, avvocato e storico svizzero (n. 1892)
- 1963 - Shivananda, medico e filosofo indiano (n. 1887)
- 1964 - Axel di Danimarca, danese (n. 1888)
- 1964 - Ignaz Gabloner, scultore e disegnatore italiano (n. 1887)
- 1964 - Georges Houard, giornalista francese (n. 1893)
- 1965 - Matila Ghyka, diplomatico, scrittore e matematico rumeno (n. 1881)
- 1965 - Adlai Stevenson II, politico e diplomatico statunitense (n. 1900)
- 1965 - Spencer Williams, compositore, pianista e cantante statunitense (n. 1889)
- 1965 - Max Woosnam, tennista e calciatore inglese (n. 1892)
- 1966 - Domenico Bulgarini, editore e scrittore italiano (n. 1887)
- 1966 - Johan Gaarder, calciatore norvegese (n. 1893)
- 1966 - Heinz Röthke, agente segreto e criminale di guerra tedesco (n. 1912)
- 1967 - Tudor Arghezi, scrittore romeno (n. 1880)
- 1967 - Mario Falangola, ammiraglio italiano (n. 1880)
- 1967 - Louis Marie Joseph de Goÿs de Mézeyrac, generale e aviatore francese (n. 1876)
- 1967 - Alojz Gradnik, poeta sloveno (n. 1882)
- 1967 - Giuseppe Nitti, politico e avvocato italiano (n. 1901)
- 1968 - Adolf Florensa i Ferrer, architetto spagnolo (n. 1889)
- 1968 - Konstantin Georgievič Paustovskij, scrittore sovietico (n. 1892)
- 1968 - Jean Pougnet, violinista britannico (n. 1907)
- 1968 - Ilias Tsirimokos, politico greco (n. 1907)
- 1969 - Eero Berg, mezzofondista finlandese (n. 1898)
- 1969 - Mariano Majani, militare italiano (n. 1899)
- 1970 - Vic Beaman, pallanuotista britannico (n. 1897)
- 1970 - Preston Foster, attore e cantante statunitense (n. 1900)
- 1970 - Fritz Grüneisen, calciatore svizzero (n. 1906)
- 1970 - Luis Mariano, tenore e attore spagnolo (n. 1914)
- 1971 - Ermilo Abreu Gómez, scrittore messicano (n. 1894)
- 1971 - Sven Hansson, fondista svedese (n. 1912)
- 1971 - Antonio Simon Mossa, architetto, politico e giornalista italiano (n. 1916)
- 1972 - Gérard Philips, teologo belga (n. 1899)
- 1973 - Francesco Cassani, inventore, imprenditore e dirigente d'azienda italiano (n. 1903)
- 1973 - Francesco ed Eugenio Cassani, inventore, imprenditore e dirigente d'azienda italiano (n. 1906)
- 1973 - Luigi Moretti, architetto italiano (n. 1906)
- 1973 - Clarence White, chitarrista statunitense (n. 1944)
- 1974 - Tokuzō Akiyama, cuoco giapponese (n. 1888)
- 1974 - Marcelle Choisnet, aviatrice francese (n. 1914)
- 1974 - Giuseppe Ippoliti, carabiniere italiano (n. 1899)
- 1974 - Carl Andrew Spaatz, generale e aviatore statunitense (n. 1891)
- 1974 - Luigi Tirelli, agronomo italiano (n. 1894)
- 1975 - Arduino Matassini, ingegnere italiano (n. 1894)
- 1975 - Zutty Singleton, batterista statunitense (n. 1898)
- 1976 - Zivia Lubetkin, antifascista e scrittrice polacca (n. 1914)
- 1976 - Joachim Peiper, militare tedesco (n. 1915)
- 1977 - So Matsuyama, scenografo giapponese (n. 1908)
- 1977 - Costantino Preziosi, politico e avvocato italiano (n. 1905)
- 1978 - Gennaro Cassiani, politico, avvocato e saggista italiano (n. 1903)
- 1978 - Charles Clyde Ebbets, fotografo statunitense (n. 1905)
- 1978 - Armando Gavagnin, giornalista e antifascista italiano (n. 1901)
- 1978 - Gaston Ragueneau, mezzofondista e siepista francese (n. 1881)
- 1979 - Pedro Flores, compositore portoricano (n. 1894)
- 1979 - Santos Urdinarán, calciatore uruguaiano (n. 1900)
- 1979 - Giuseppe Volta, calciatore italiano (n. 1903)
- 1980 - Salvatore Russo, politico italiano (n. 1899)
- 1981 - Sauro Pazzaglia, pilota motociclistico italiano (n. 1954)
- 1982 - Giuseppe Prezzolini, giornalista, scrittore e editore italiano (n. 1882)
- 1982 - Helmut Wartusch, calciatore austriaco (n. 1943)
- 1983 - Elena Recanati Foa Napolitano, dirigente d'azienda italiana (n. 1922)
- 1984 - Brute Bernard, wrestler canadese (n. 1921)
- 1984 - John Colrain, allenatore di calcio e calciatore scozzese (n. 1937)
- 1984 - Léon Mart, calciatore lussemburghese (n. 1914)
- 1984 - Livio Masciarelli, scultore italiano (n. 1913)
- 1984 - Ernest Tidyman, scrittore, sceneggiatore e giornalista statunitense (n. 1928)
- 1985 - Nella Nobili, poetessa italiana (n. 1926)
- 1986 - Raymond Loewy, designer statunitense (n. 1893)
- 1986 - Joseph Vogt, storico tedesco (n. 1895)
- 1987 - William Patrick Hitler, inglese (n. 1911)
- 1987 - Viktor Mihajlovič Ždanov, virologo sovietico (n. 1914)
- 1988 - Jozef Bačkor, calciatore slovacco (n. 1919)
- 1988 - Rosetta Cattaneo, velocista italiana (n. 1919)
- 1988 - Remo Cossio, calciatore italiano (n. 1913)
- 1988 - Vincenzo Nestler, scacchista italiano (n. 1912)
- 1988 - Luigi Polacchi, poeta e scrittore italiano (n. 1894)
- 1988 - Oronzo Reale, politico italiano (n. 1902)
- 1989 - José María García Lahiguera, arcivescovo cattolico spagnolo (n. 1903)
- 1990 - Philip Leacock, regista britannico (n. 1917)
- 1990 - Walter Sedlmayr, attore tedesco (n. 1926)
- 1992 - Luciano De Vita, pittore, incisore e scenografo italiano (n. 1929)
- 1992 - Thomas Hicks, bobbista statunitense (n. 1918)
- 1992 - Shōgō Kuniba, artista marziale giapponese (n. 1935)
- 1993 - Gilles-Henri-Alexis Barthe, vescovo cattolico francese (n. 1906)
- 1993 - Léo Ferré, cantautore, poeta e scrittore monegasco (n. 1916)
- 1993 - Riccardo Napolitano, regista italiano (n. 1928)
- 1994 - Bernard Benstock, critico letterario statunitense (n. 1930)
- 1994 - Robert Jungk, giornalista e saggista austriaco (n. 1913)
- 1994 - Eric Linden, attore statunitense (n. 1909)
- 1994 - Alberto Lionello, attore, doppiatore e conduttore televisivo italiano (n. 1930)
- 1994 - Américo Montanarini, cestista brasiliano (n. 1917)
- 1995 - Sergej Šuplecov, sciatore freestyle russo (n. 1970)
- 1996 - Kenneth Bainbridge, fisico statunitense (n. 1904)
- 1996 - Jeff Krosnoff, pilota automobilistico statunitense (n. 1964)
- 1996 - Karl Paryla, attore e regista austriaco (n. 1905)
- 1996 - Katherine Kressmann Taylor, scrittrice statunitense (n. 1903)
- 1996 - Mauro Wolf, semiologo e sociologo italiano (n. 1947)
- 1997 - Hilda Watson, politica canadese (n. 1922)
- 1998 - Rex Applegate, militare statunitense (n. 1914)
- 1998 - Herman David Koppel, compositore e pianista danese (n. 1908)
- 1998 - Cecilia Lavelli, pittrice e modella italiana (n. 1906)
- 1998 - Rick e Mac McDonald, imprenditore statunitense (n. 1909)
- 1998 - Nguyễn Ngọc Loan, generale e politico vietnamita (n. 1930)
- 1998 - Martin Puye, politico equatoguineano (n. 1940)
- 1998 - Alfredo Welby, calciatore italiano (n. 1910)
- 1999 - Maria Banuș, poetessa e scrittrice rumena (n. 1914)
- 1999 - Władysław Hasior, scultore e pittore polacco (n. 1928)
- 1999 - Umjar Mavlichanov, schermidore sovietico (n. 1937)
- 1999 - Ilfo Minzoni, pilota automobilistico italiano (n. 1913)
- 1999 - Gar Samuelson, batterista statunitense (n. 1958)
- 2000 - Antonio Dimitri, militare italiano (n. 1967)
- 2000 - Mark Oliphant, fisico australiano (n. 1901)
- 2000 - René Ríos Boettiger, disegnatore e fumettista cileno (n. 1911)

## XXI secolo(125)
- 2001 - Gianbecchina, pittore italiano (n. 1909)
- 2001 - Johnny Lax, hockeista su ghiaccio statunitense (n. 1911)
- 2002 - Igor' Ansov, matematico statunitense (n. 1918)
- 2002 - Joaquín Balaguer, saggista, scrittore e politico dominicano (n. 1906)
- 2002 - Secondo Barisone, ciclista su strada italiano (n. 1925)
- 2002 - Cosetta Greco, attrice italiana (n. 1930)
- 2002 - Santiago Llaver, politico argentino (n. 1916)
- 2003 - Leela Chitnis, attrice e regista indiana (n. 1909)
- 2003 - Rubén Navarro, allenatore di calcio e calciatore argentino (n. 1933)
- 2003 - Compay Segundo, compositore, musicista e cantante cubano (n. 1907)
- 2003 - Dino Trabalzini, arcivescovo cattolico italiano (n. 1923)
- 2004 - Nelly Borgeaud, attrice francese (n. 1931)
- 2004 - Germano de Figueiredo, calciatore portoghese (n. 1932)
- 2004 - Alex Willoughby, allenatore di calcio e calciatore scozzese (n. 1944)
- 2005 - Coulby Gunther, cestista e allenatore di pallacanestro statunitense (n. 1923)
- 2005 - Joe Harnell, compositore, pianista e arrangiatore statunitense (n. 1924)
- 2005 - Luigi Locati, vescovo cattolico e missionario italiano (n. 1928)
- 2005 - Cicely Saunders, infermiera, medica e filosofa britannica (n. 1918)
- 2005 - Joseph Burney Trapp, storico, bibliotecario e storico della letteratura neozelandese (n. 1925)
- 2006 - Aldo Berselli, storico italiano (n. 1916)
- 2006 - Nino Majellaro, scrittore e poeta italiano (n. 1919)
- 2006 - Carrie Nye, attrice statunitense (n. 1936)
- 2006 - Mario Riccardi, sportivo italiano (n. 1931)
- 2006 - Aleksander Wojtkiewicz, scacchista polacco (n. 1963)
- 2007 - José Llanusa, cestista cubano (n. 1925)
- 2007 - Mario Martelli, filologo e critico letterario italiano (n. 1925)
- 2007 - Maria Nicotra, politica italiana (n. 1913)
- 2008 - Guido Amoretti, generale italiano (n. 1920)
- 2008 - Giuseppe Bonura, scrittore e critico letterario italiano (n. 1933)
- 2008 - Pavel Machonin, sociologo cecoslovacco (n. 1927)
- 2008 - Michele Rago, giornalista, francesista e traduttore italiano (n. 1913)
- 2008 - Mike Schutte, pugile, attore e cantante sudafricano (n. 1950)
- 2008 - Walter Viaro, imprenditore italiano (n. 1915)
- 2009 - Silvio Buzzi, oncologo e neurologo italiano (n. 1930)
- 2009 - Lucio Ceccarini, pallanuotista italiano (n. 1930)
- 2009 - Dal McKennon, attore e doppiatore statunitense (n. 1919)
- 2009 - Giotto Tempestini, attore italiano (n. 1917)
- 2009 - Jean Sommeng Vorachak, vescovo cattolico laotiano (n. 1933)
- 2010 - Charles Mackerras, direttore d'orchestra e compositore australiano (n. 1925)
- 2010 - Mădălina Manole, cantante e compositrice rumena (n. 1967)
- 2011 - Leo Kirch, imprenditore tedesco (n. 1926)
- 2011 - Vladimir Kosinskij, nuotatore sovietico (n. 1945)
- 2011 - Ferdinando Latteri, politico e medico italiano (n. 1945)
- 2011 - Antonio Prieto, attore e cantante cileno (n. 1926)
- 2012 - Ennio Cardoni, calciatore italiano (n. 1929)
- 2012 - King Hill, giocatore di football americano e allenatore di football americano statunitense (n. 1936)
- 2012 - Sixten Jernberg, fondista svedese (n. 1929)
- 2012 - Ling Jing-huan, cestista taiwanese (n. 1927)
- 2012 - Giannino Marzotto, imprenditore e pilota automobilistico italiano (n. 1928)
- 2012 - Barbara Nadalin, canoista italiana (n. 1972)
- 2012 - Bartolomeo Tarantino, calciatore italiano (n. 1937)
- 2013 - Tonino Accolla, doppiatore, direttore del doppiaggio e dialoghista italiano (n. 1949)
- 2013 - Dennis Burkley, attore e doppiatore statunitense (n. 1945)
- 2013 - Marisa Colomber, cantante e attrice italiana (n. 1928)
- 2013 - Simmie Hill, cestista statunitense (n. 1946)
- 2014 - Alice Coachman, altista statunitense (n. 1923)
- 2014 - Tom Rolf, montatore svedese (n. 1931)
- 2014 - Horacio Troche, allenatore di calcio e calciatore uruguaiano (n. 1934)
- 2014 - Roberto Vivarelli, storico italiano (n. 1929)
- 2015 - Willer Bordon, politico italiano (n. 1949)
- 2015 - Wolf Gremm, regista e sceneggiatore tedesco (n. 1942)
- 2015 - Ismet Hadžić, calciatore e allenatore di calcio bosniaco (n. 1954)
- 2015 - Liliana Poli, soprano italiano (n. 1928)
- 2016 - Abu Omar al-Shishani, militare e terrorista georgiano (n. 1986)
- 2016 - Péter Esterházy, scrittore e matematico ungherese (n. 1950)
- 2016 - Lisa Gaye, attrice statunitense (n. 1935)
- 2016 - Mohamed Lahouaiej-Bouhlel, terrorista tunisino (n. 1985)
- 2016 - Atilio López, calciatore paraguaiano (n. 1925)
- 2016 - Mario Perrucci, compositore italiano (n. 1934)
- 2016 - George Ramsay Cook, storico e docente canadese (n. 1931)
- 2016 - Carlo Sanna, politico italiano (n. 1926)
- 2017 - Anne Golon, scrittrice francese (n. 1921)
- 2017 - Julia Hartwig, poetessa polacca (n. 1921)
- 2017 - Giovanni Pieraccini, giornalista e politico italiano (n. 1918)
- 2018 - Mario Casalinuovo, politico italiano (n. 1922)
- 2018 - Theo-Ben Gurirab, politico namibiano (n. 1938)
- 2018 - Masa Saito, wrestler giapponese (n. 1942)
- 2018 - Ron Thomas, cestista statunitense (n. 1950)
- 2018 - Jiří Žďárský, calciatore cecoslovacco (n. 1923)
- 2019 - Hossain Mohammad Ershad, generale e politico bangladese (n. 1930)
- 2019 - Charlee Jacob, scrittrice statunitense (n. 1952)
- 2019 - Nereo Laroni, politico italiano (n. 1942)
- 2019 - Pernell Whitaker, pugile statunitense (n. 1964)
- 2020 - Tolulope Arotile, militare nigeriana (n. 1995)
- 2020 - Adalet Ağaoğlu, giornalista, scrittrice e drammaturga turca (n. 1929)
- 2020 - Mario Deotto, calciatore italiano (n. 1935)
- 2020 - Galyn Görg, attrice, showgirl e cantante statunitense (n. 1964)
- 2020 - Polad Həşimov, generale azero (n. 1975)
- 2020 - İlqar Mirzəyev, militare azero (n. 1973)
- 2020 - Enrico Perucconi, velocista italiano (n. 1925)
- 2020 - Maurice Roëves, attore britannico (n. 1937)
- 2020 - Milan Šášik, vescovo cattolico slovacco (n. 1952)
- 2021 - Christian Boltanski, artista, fotografo e regista francese (n. 1944)
- 2021 - Carol Patrice Christ, teologa statunitense (n. 1945)
- 2021 - Antonio Gómez del Moral, ciclista su strada spagnolo (n. 1939)
- 2021 - Mamnoon Hussain, politico e imprenditore pakistano (n. 1940)
- 2021 - Jeff LaBar, chitarrista statunitense (n. 1963)
- 2021 - Sally Miller Gearhart, attivista e scrittrice statunitense (n. 1931)
- 2021 - Erasmo Recami, fisico italiano (n. 1939)
- 2021 - Liliana Ugolini, scrittrice e drammaturga italiana (n. 1934)
- 2022 - Jürgen Heinsch, calciatore e allenatore di calcio tedesco orientale (n. 1940)
- 2022 - Nikolaj Krogius, scacchista russo (n. 1930)
- 2022 - Germano Longo, attore e doppiatore italiano (n. 1933)
- 2022 - Tamar Metal, cestista, altista e lunghista israeliana (n. 1933)
- 2022 - Francisco Morales Bermúdez, generale e politico peruviano (n. 1921)
- 2022 - Eugenio Scalfari, giornalista, scrittore e politico italiano (n. 1924)
- 2022 - Ivana Trump, imprenditrice, personaggio televisivo e scrittrice ceca (n. 1949)
- 2023 - Vítor Godinho, calciatore portoghese (n. 1944)
- 2023 - Adel Theodor Khoury, teologo libanese (n. 1930)
- 2023 - Bill MacMillan, hockeista su ghiaccio, allenatore di hockey su ghiaccio e dirigente sportivo canadese (n. 1943)
- 2023 - John Nettleton, attore britannico (n. 1929)
- 2023 - Franco Rella, filosofo italiano (n. 1944)
- 2024 - Sérgio Cabral, giornalista, scrittore e politico brasiliano (n. 1937)
- 2024 - Rino Ceccardi, calciatore italiano (n. 1944)
- 2024 - Giuseppe Garano, cestista e allenatore di pallacanestro italiano (n. 1934)
- 2024 - Jacoby Jones, giocatore di football americano statunitense (n. 1984)
- 2024 - Romildo Magalhães, politico brasiliano (n. 1946)
- 2024 - Salvatore Puntillo, attore italiano (n. 1935)
- 2024 - Sylvain Saudan, scialpinista e alpinista svizzero (n. 1936)
- 2025 - Bill Chamberlain, cestista statunitense (n. 1949)
- 2025 - Alekos Kontovounīsios, cestista e allenatore di pallacanestro greco (n. 1937)
- 2025 - Aleksandr Naumovič Mitta, regista sovietico (n. 1933)
- 2025 - Jurij Moroz, regista russo (n. 1956)
- 2025 - Franco Moschini, imprenditore italiano (n. 1934)
- 2025 - Fauja Singh, maratoneta britannico (n. 1911)

## Senza anno specificato(3)
- Bonizone di Sutri, vescovo cattolico, giurista e letterato italiano
- Georg Euler, calciatore tedesco (n. 1905)
- Toscana di Zevio, religiosa e nobile italiana